# Aleuron iphis
Espèce
Aleuron iphis est une espèce de lépidoptères (papillons) de la famille des Sphingidae, sous-famille des Macroglossinae, de la tribu des Dilophonotini et du genre Aleuron .  

## Description
L'envergure des ailes varie de 52 à 57 mm. La face dorsale de l'aile antérieure est traversée par le milieu de quatre lignes parallèles.

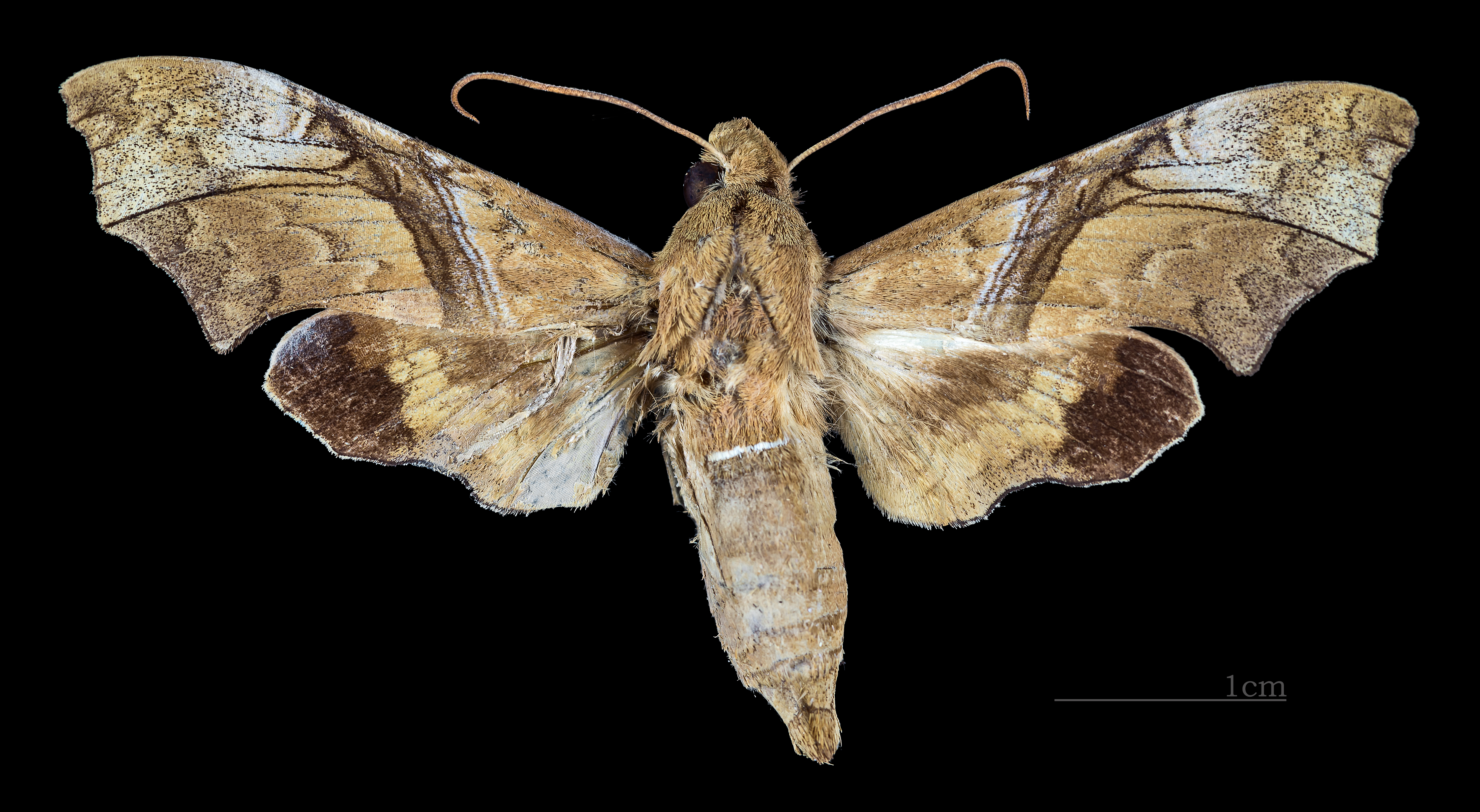
Vue dorsale de la femelle (coll.MHNT)
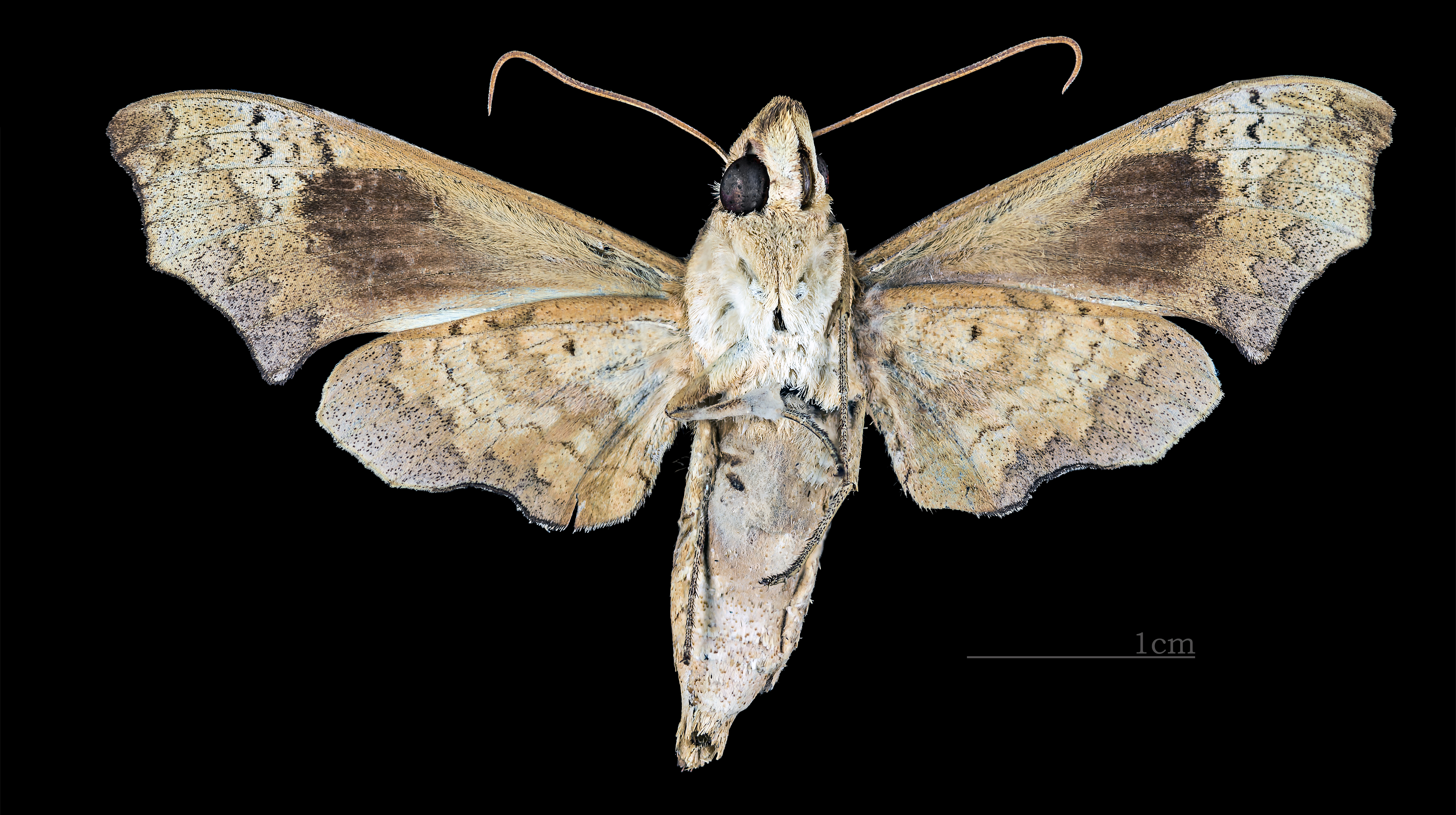
Vue ventrale de la femelle (coll.MHNT)

## Répartition et habitat
Répartition
L'espèce est connue au Mexique, Belize, Guatemala, Nicaragua, Costa Rica, Venezuela, Bolivie et Brésil.

## Biologie
- Les adultes volent au moins de juillet à janvier au Costa Rica.

- Les chenilles se nourrissent sur Doliocarpus dentatus, Curatella americana et probablement d'autres espèces de Dilleniaceae.

## Systématique
- L'espèce  Aleuron iphis a été décrite par l'entomologiste britannique Francis Walker en 1856, sous le nom initial d'Enyo iphis[1].
- La localité type est l'état de Pará au Brésil.

### Synonymie
- Enyo iphis Walker, 1856 Protonyme
- Tylognathus scriptor R. Felder, [1874][2]
- Calliomma volatica Clemens, 1859
- Aleuron volatica (Clemens, 1859)